# Skede (hylster)
 For alternative betydninger, se Skede. (Se også artikler, som begynder med Skede)
En skede er et hylster til et sværd, en kniv eller et tilsvarende blankvåben. Det bruges til at bære våbenet, til at beskytte det og for at forhindre skader, når det bliver båret. Udsmykkede skeder har desuden tjent dekorative og representative formål. Et kendt historisk eksempel er skederne til de tyske rigssværd, som er en del af de tyske kronregalier.
Simple skeder blev oprindeligt fremstillet af forskellige materialekombinationer. Det kunne være træ omviklet med læder eller stof, eller læder forstærket med metal. Metal omkring skedens munding sørgede for, at skeden ikke blev beskadiget, når klingen blev trukket eller sat i. En metalforstærkning om skedens spids forhindrede, at klingespidsen blev stødt gennem skedens materiale.
I det 19. århundrede var skeder af rent metal populære, selvom de hurtigt gjorde våbnene sløve.
Oftest blev skeden båret i et bælte, f.eks. et sværdbælte om hoften, eller et bælte over skulderen, tværs over ryggen.
Skeden til en japansk katana hedder en saya. Det er en del af den traditionelle japanske sværdmontage kaldet koshirae.